# سحر أسود

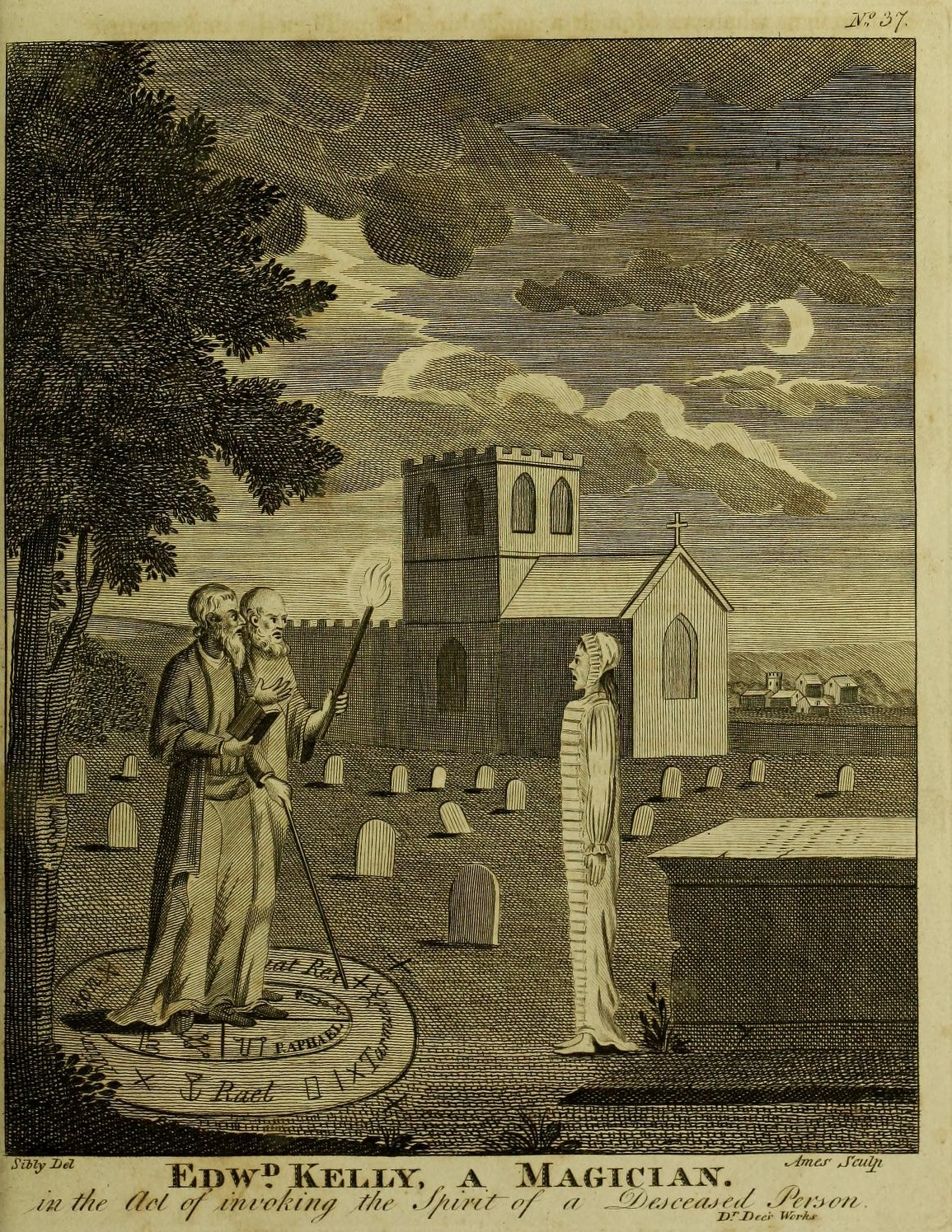

السحر الأسود أو السحر المظلم أو الشعوذة هو شكل من أشكال الشعوذة التي تعتمد على القوى الحاقدة أو الخبيثة المفترضة. السحر يمكن التذرع به واستخدامه للقتل وللسرقة، وللإيذاء وأيضاً ليسبب سوء حظ أو التدمير، أو لتحقيق مكاسب شخصية دون النظر إلى الآثار الضارة للآخرين. إذا نظرنا إلى «السحر الأسود» كمصطلح سنجد أن، هو الذي يستخدم عادة لوصف شكل من أشكال الطقوس التي لا يوافق عليها البعض كجماعات أو كأشخاص.
في الخيال إنه يشير إلى سحر الشر. في العديد من ألعاب الفيديو، مثل الخيال النهائي، السحر الأسود هو ببساطة تستخدم للتمييز بين الشفاء / التعويذات الدفاعية (مثل العلاج) والأعتداء / التعويذات العنصرية (مثل النار)، ولا يحمل دلالة متأصلة خيرا أو شرا.

## السحر الأسود والأبيض
العكس من السحر الأسود هو السحر الأبيض. الاختلافات بين السحر الأسود والسحر الأبيض قابلة للنقاش أو مختلف عليه، ولكن النظريات العامة تقع ضمن الفئات العريضة التالية:
- الكل واحد: جميع أشكال السحر شر، أو سحر أسود. هذه النظرة عموما تزامل السحر الأسود مع الشيطانية. الأشخاص الذين يحافظوا على هذا الرأي وتشمل أولئك الذين ينتمون إلى أكثر فروع المسيحية وو الهندوسية. على النحو الآخر بعض الناس تتفق على أن كل السحر، سواء كانت تسمى «الأبيض» أو «الأسود»، مثل بعض. هؤلاء الأناس لن يجادلوا أن كل السحر شر بقدر ما أن الأخلاق هي في عيني الناظر—أي أن السحر له عواقب سيئة. في هذه المدرسة الفكرية، لا يوجد فصل بين سحر الخير والشر لأنه لا يوجد الأخلاق الكونية لمكافحة السحر الذي يمكن قياسه
- الشيطانية الروحية: سحر الظلام وفن الظلام الذي يشير إلى العمل على توريط الجوانب المبعدة والملتوية والمنسية للطبيعة وللنفس. النية الشريرة ليس بالضرورة تكون موجوده في ساحر الظلام. فنون الظلام هي أيضا مجموعة من الأساليب لتحقيق معرفة ذاتية حقيقية والتحرر العقلي.
- عقيدة الظلام: السحر الأسود يشير إلى قوى الظلام، وعادة ما ينظر إليها من المسارالأخر من وجهة نظر. هذا قد يكون أو لا يتعارض مع السحر الأبيض، اعتماداً على مدى القبول عند الساحر للثنائية (الإيمان بأن الإنسان ذو روح وجسد).
- الخلافات الرسمية: إن أشكال وعناصر السحر الأسود ليست هي نفسها نتيجة لأهداف مختلفة أو مصالح تعويذات ضرر الصب من تلك التي بيضاء. تعويذة الصب الضارة تميل لتشمل الرمزية التي تبدو خطرة أو ضارة على البشر، مثل العناصر الحادة والبارزة والشائكة والكاوية والساخنة التي جمعت بأهداف ودوافع شخصية بنوبة هدف (من الشعر والدم وتذكارات، الخ.). هذا التمييز هو في المقام الأول يمكن ملاحظتها في السحر الشعبي، ولكن تتعلق أيضا بأنواع أخرى من السحر.
- لا اتصال: كلا من السحر الأسود والأبيض هما شكلان من أشكال الشعوذة، ولكن مختلفان تماما من تلك القاعدة ومن الإنجاز الفريد، حتى لو حققوا نتائج وتأثيرات مماثلة. هذا الموقف غالباً ما عرض في الخيال. في مثل هذه الكتب، فئتين من السحر، ويتم تصوير المستخدمين باعتبارها على حد سواء ايديولوجيا وعلى طرفي نقيض. في أمير الخواتم الجان تجد أنه من الغريب أن البشر والهوبيت يمكن حتى استخدام كلمة واحدة، «سحر»، التي تشير إليهم على حد سواء - لأن الألسنة العفريتية تحترمهم أيضاً لغويا ككونها منفصل وغير ذات صلة.
- منفصلة ولكن متساوية: السحر الأسود والأبيض، هما بالضبط نفس الشيء، ومتمايزة فقط في أهدافها النهائية وقصدها. طبقا لهذه النظرية، يمكن للتعويذه نفسها أن تكون إما سوداء أو بيضاء؛ طبيعته تتحدد بالنتيجة النهائية للتعويذة. غالبية الأديان تتبع هذا المعتقد، وكذلك ما تبقى من الخيال الذي لا يتبع نظرية (لا اتصال). من هذا التفسير، وحتى مثل التعويذات التي تعتبر عموما جيدة يمكن أن يساء استخدامها، حتى الشفاء يمكن استخدامها لبعث الجسم روحياً إلى درجة من السرطان، على سبيل المثال.